# Cataloniëstraat
La calle Cataloniëstraat (calle Cataluña en neerlandés) es una calle corta en el centro de la ciudad de Gante, Bélgica, entre el puente Sint-Michielsbrug y la plaza Émile Braun.
Se encuentra en la cuna de la ciudad, cerca del Ayuntamiento. En la Edad Media se llamaba Cattesteghe (calle del gato) y era un corto callejón estrecho con casas a ambos lados. En 1542 es mencionada como Catteloegnestrate (pronunciado [catelúnyestrate]). 
Catteloen se encuentra en textos en neerlandés medieval (1414) en lugar del moderno Catalonië. También es un apellido de la zona, hoy extinguido. Crespó lo traduce como «calle larga de los gatos», lo que no es posible en neerlandés gantense, habría sido «Lange Kattestrate», el adjetivo siempre precede al sustantivo, y la calle es más bien corta. En el mapa de B. J. Saurel de 1841 este llama Catalognestraat. Cómo y cuándo se ha hecho la transición de calle del gato a calle de Cataluña no está claro.
En la época calvinista, en el XVI se derribaron las casas junto la iglesia en la fachada norte de la calle. En XVII se volvieron casas, para compensar la inestabilidad de las paredes de la iglesia. Desde mediados XIX se empezó a ensanchar la calle y derribar y rectificar el patrón sinuoso y estrecho de las calles medievales. Las casas en el lado la calle fue modernizada en el estilo de la época, con edificios más bien banales. Las pequeñas casas enganchadas a la iglesia de Nicolás se derribaron de nuevo a principios del XX para liberar la vista en la iglesia.
En las antiguas Diecisiete Provincias hay todavía dos Cataloniëstraat más: uno en Lente, un pueblo de Nimega y otro en Alkmaar así como una calle rue de Catalogne a Villers-la-Ville.